# Brady Haran
Brady Haran (n. 18 iunie 1976, Holdfast Bay⁠(d), Australia de Sud, Australia) este un jurnalist britanic de origine australiană, de asemenea realizator de film independent, cunoscut mai ales pentru filmele educaționale⁠(d) pe care le face pentru BBC News și pentru canalele sale de YouTube, cele mai notabile fiind „Periodic Videos⁠(d)” și „Numberphile⁠(d)”. De asemenea, Haran este gazda a două podcast-uri: Hello Internet (împreună cu youtuber-ul CGP Grey) și The Unmade Podcast (împreună cu Tim Hein).

## Carieră

### Jurnalist și realizator de filme
Brady Haran a studiat jurnalismul timp de un an, după care a fost angajat la The Adelaide Advertiser⁠(d). În 2002, s-a mutat din Australia la Nottingham, Regatul Unit. În Nottingham, a lucrat la BBC, începând să realizeze filme și făcând reportaje pentru East Midlands Today⁠(d), BBC News Online⁠(d) și stații de radio ale BBC.
În 2007, Haran realiza filme pentru Nottingham Science City, ca parte a unei înțelegeri între BBC și Universitatea din Nottingham. Primul său canal pe YouTube, „Test Tube”, a apărut ca urmare a producerii unui documentar despre oamenii de știință și activitatea lor, Haran încărcând secvențe din materialul său pe YouTube. La scurt timp a creat canalele „Periodic Videos” și „Sixty Symbols” și a părăsit BBC pentru a se reprofila ca youtuber.

### YouTube
Brady Haran a creat mai multe canale de YouTube după „Test Tube”. În primii 5 ani de activitate pe YouTube, a realizat peste 1.500 filmulețe publicându-le pe 12 canale, printre care „Periodic Videos⁠(d)”, „Sixty Symbols” și „Numberphile”. Colaborarea sa cu chimistul Martyn Poliakoff la „Periodic Videos”, în care acesta din urmă explică noțiuni și fenomene din chimie pe înțelesul începătorilor, a fost apreciată pozitiv. Împreună ei au făcut peste 500 filmulețe despre elementele chimice și alte subiecte din chimie, canalul având peste 179 milioane de vizualizări și peste 1 milion de abonați. În 2011, Poliakoff a fost decorat cu Premiul Nyholm pentru educație de Royal Society of Chemistry, pentru activitatea sa de popularizare a chimiei. Despre impactul colaborării lor, Haran și Poliakoff au scris un articol în revista „Nature Chemistry” și un eseu în revista „Science”. La canal conlucrează și chimistul Stephen Liddle⁠(d).
Haran cooperează și cu alți experți, care apar în filmulețele lui discutând subiecte în care au expertiză. Canalul „Numberphile” a găzduit o mulțime de oaspeți și prezentatori, printre care matematicienii James Grime, Elwyn Berlekamp⁠(d), John H. Conway, Persi Diaconis⁠(d), Rob Eastaway⁠(d), David Eisenbud⁠(d), Edward Frenkel⁠(d), Hannah Fry⁠(d), Ron Graham, Lisa Goldberg⁠(d), Barry Mazur⁠(d), Ken Ribet și Terence Tao, informaticienii Don Knuth și Carlo H. Séquin⁠(d), oamenii de știință Brian Butterworth⁠(d), Edmund Copeland⁠(d), Laurence Eaves⁠(d) și Clifford Stoll⁠(d), cât și scriitorii și popularizatorii de știință Alex Bellos⁠(d), Steve Mould⁠(d), Matt Parker⁠(d), Tom Scott⁠(d) și Simon Singh⁠(d).

### Hello Internet

Logotipul Hello Internet

În ianuarie 2014, Haran a lansat, în colaborare cu youtuber-ul CGP Grey, podcast-ul Hello Internet. HI a ajuns pe locul 1 în clasamentul podcast-urilor pe iTunes în Regatul Unit, Statele Unite, Germania, Canada și Australia. În august 2017, Grey estima numărul de ascultători între 600.000 și 900.000 de persoane.
În podcast, gazdele discută despre viața lor ca youtuberi profesionali, conținutul filmulețelor pe care le crează, cât și interesele lor și lucrurile care îi deranjează. Temele de discuție includ eticheta în tehnologie, recenzii ale filmelor și serialelor, accidente aviatice, vexilologie, futurologie, de asemenea diferențele între personalitățile și stilurile de viață ale lui Grey și Haran. În primele episoade, Haran, discutând fenomenul de încălcare a drepturilor de autor prin re-încărcarea materialelor video pe platforme ca Facebook, practicat de obicei pentru a extrage profit din vizualizări, a venit cu ideea de a descrie fenomenul prin termenul „freebooting”, încetățenit de atunci în mediul online.

### The Unmade Podcast
În august 2017, Haran a lansat podcast-ul The Unmade Podcast împreună cu un vechi prieten de-al său Tim Hein. Cei doi discută „idei de podcast-uri pe care nu o să le realizeze niciodată”.

## Premii și onoruri
- 2004 – Premiul BBC Ruby Television, argint[24]
- 2005 – Premiul BBC Ruby Television, aur în categoria 'Best Audience Generated Content'[25]
- 2007 – Premiul BBC Ruby Television, argint pentru contribuția sa la telenovela Alexandra Road[26]
- 2008 – Premiul Stevie⁠(d) (premiu internațional în afaceri) în categoria 'Best Public Information/Interactive and Multimedia' pentru site-ul test-tube.uk al Universității din Nottingham[27]
- 2008 – Premiul IChemE în categoria 'Excellence in Education and Training' pentru „The Periodic Table of Videos”[28]
- 2008 – Premiul European de Excelență în categoria 'Podcast' pentru An Element for Christmas[29]
- 2011 – Premiul revistei „Science” în categoria 'Online Resources in Education' pentru „The Periodic Table of Videos”[28]
- 2011 – Premiul Creativity International, platină în categoria 'New Media' pentru „The Periodic Table of Videos”[30]
- 2012 – Premiul Webby⁠(d) în categoria 'Reality Online Film & Video' pentru „The Periodic Table of Videos”[31]
- 2016 – Medalia Kelvin⁠(d) pentru „Sixty Symbols” (cu Michael Merrifield și Philip Moriarty)[32]
- 2016 – Doctor în Litere⁠(d) (honoris causa), Universitatea din Nottingham[33]
- 2017 – „Campionul de Radio și Podcast” la Radio Times⁠(d)[34]

## Publicații
- „YouTube in Its Element”. Chemistry in Australia. 76 (10): 30–33. noiembrie 2009. ISSN 0314-4240. OCLC 4808833303. (cu Martyn Poliakoff)
- „Test tube: behind the scenes in the world of science”. Nottingham Science City. University of Nottingham. OCLC 753944363.
- „Teaching chem eng – Martyn Poliakoff and Brady Haran on Nottingham Uni's periodic table for the YouTube generation”. The Chemical Engineer (812): 36. 2009. ISSN 0302-0797. OCLC 308533279. (cu Martyn Poliakoff)
- „Fantasy games 'not for geeks'”. BBC News Online. 2003. OCLC 229408792.
- Haran, Brady; Poliakoff, Martyn (21 februarie 2011). „How to measure the impact of chemistry on the small screen”. Nature Chemistry. 3 (3): 180–182. Bibcode:2011NatCh...3..180H. doi:10.1038/nchem.990. PMID 21336314. (necesită abonare)
- Haran, Brady; Poliakoff, Martyn (27 mai 2011). „The Periodic Table of Videos”. Science. 332 (6033): 1046–7. Bibcode:2011Sci...332.1046H. doi:10.1126/science.1196980. PMID 21617067.